# الاعدان (المرباخة)

تعديل مصدري - تعديل

الاعدان محلة تابعة لقرية المرباخة، التابعة لعزلة وادي المعقاب بمديرية حبيش إحدى مديريات محافظة إب في الجمهورية اليمنية، بلغ تعداد سكانها 36 حسب تعداد اليمن لعام 2004.